# Jakob Wiedmer-Stern

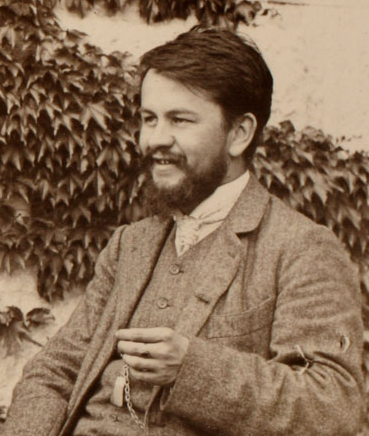
Jakob Wiedmer (1907)

Jakob Wiedmer-Stern (* 10. August 1876 in Bern; † 3. August 1928 ebenda) war ein Schweizer Archäologe, Erfinder und Schriftsteller.

## Leben

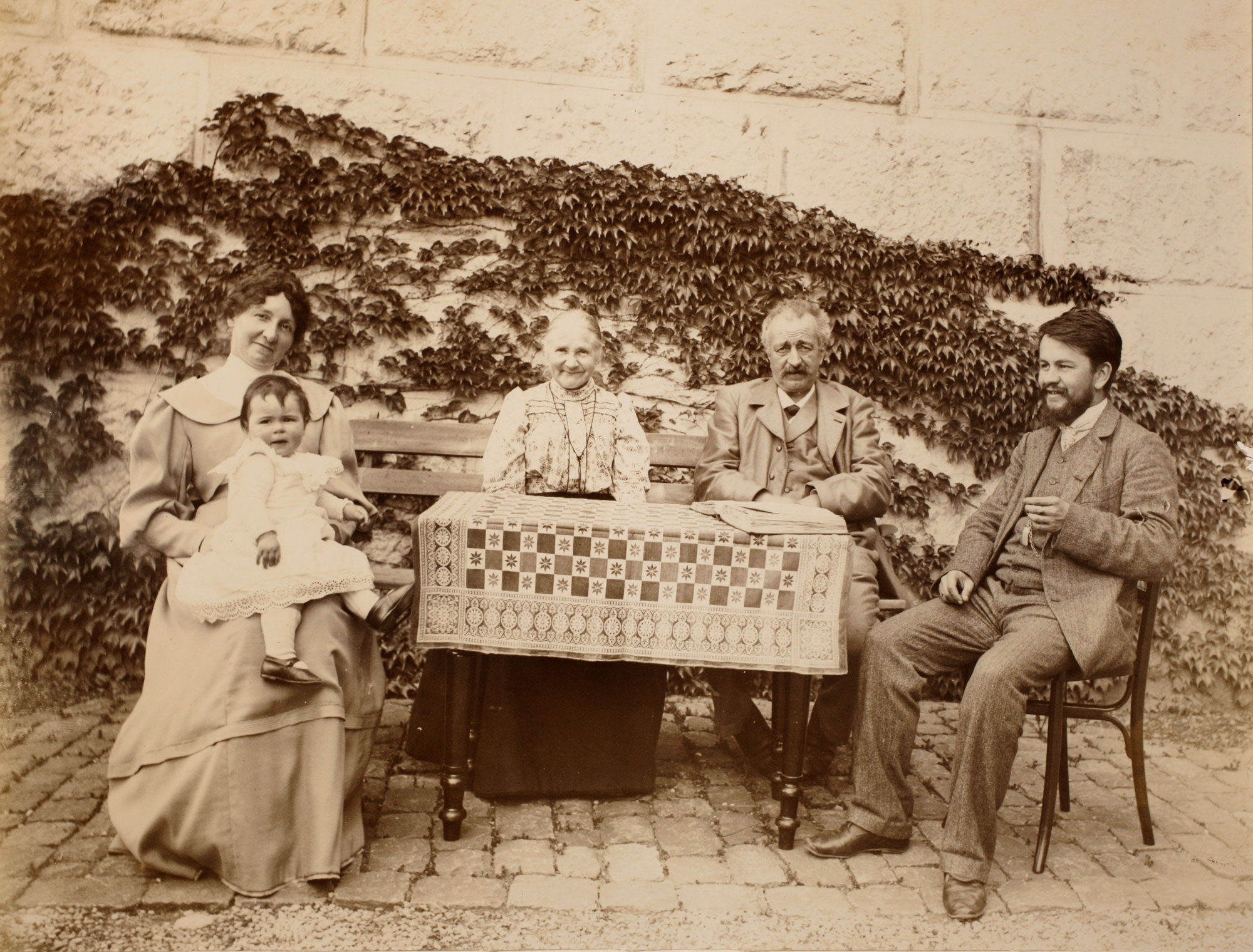
Das Ehepaar Jakob und Maria Wiedmer-Stern mit Tochter Maria Regina und den Eltern Wiedmer im Hof des Bernischen Historischen Museums, aufgenommen wohl aus Anlass von Jakob Wiedmers Wahl zum Museumsdirektor im Juni 1907

Jakob Friedrich Wiedmer war das einzige Kind von Jakob Wiedmer (1844–1923) aus Sumiswald und Elisabeth Wiedmer-Brügger (1843–1936) von Frutigen. Die Familie führte eine Zuckerbäckerei in Herzogenbuchsee. Jakob Wiedmer fiel durch seine hohe Intelligenz auf, doch sein Vater verwehrte ihm das Studium. Nach Beendigung seiner Ausbildung zum kaufmännischen Angestellten zog er nach Athen, wo er rasch Kontakte zu Antiquitätensammlern und zu Archäologen des griechischen Nationalmuseums knüpfte. Diese Kontakte führten um die Jahrhundertwende zu verschiedenen Tauschgeschäften zwischen dem griechischen Nationalmuseum und dem Museum aus Bern.
Am 29. Januar 1904 vermählte sich Jakob Wiedmer mit Maria Stern (1866–1957). Nach der Hochzeit zog das Ehepaar nach Wengen, wo Jakob Wiedmer-Stern kurzzeitig dem Beruf eines Hoteliers nachging. Sein 1905 erschienener Roman «Die Flut», worin er sich kritisch mit den wirtschaftlichen und menschlichen Auswirkungen des Bergtourismus auseinandersetzte, trug ihm den Hass einiger Kurorte des Berner Oberlands ein, so dass er in der Folge die Gegend fluchtartig verliess.
Am 1. Oktober 1905 trat er das Amt des Konservators der Archäologischen Abteilung des 1894 gegründeten Bernischen Historischen Museum an und wurde gleichzeitig Vizedirektor des Museums. Vom 1. Oktober 1907 bis zum 31. März 1910 war er Direktor des Museums. 1908 wurde er zum Präsidenten der Schweizerischen Gesellschaft für Urgeschichte gewählt. Als Folge einer Amtspflichtverletzung – er verlängerte seine Ferien in Istanbul, ohne Bescheid zu geben – und aufgrund interner Personalquerelen trat er am 31. März 1910 von seinem Amt als Direktor des Museums zurück.
Nach der Tätigkeit im Bernischen Historischen Museum versuchte sich Jakob Wiedmer-Stern glücklos in Handelsgeschäften. Eine Krankheit fesselte ihn an den Rollstuhl. Er versuchte sich in chemischen Experimenten, technischen Erfindungen, gestaltete geistreiche Inserate- und Plakatentwürfe und schrieb Kurzgeschichten für die Tageszeitungen Der Bund, die Neue Berner Zeitung und die Basler Nachrichten.
Sein Wohnzimmer wurde zum Treffpunkt für Vertreter des Presseamtes des griechischen Aussenministeriums und 1926 gehörte Jakob Wiedmer-Stern zu den Mitbegründern von «Hellas, Schweizerische Vereinigung der Freunde Griechenlands», eine Gruppierung, die den Wiederaufbau Griechenlands nach den Zerstörungen des Ersten Weltkriegs und des Griechisch-Türkischen Kriegs unterstützte.
Im Alter von 51 Jahren starb Jakob Wiedmer-Stern am 3. August 1928 im Diakonissenheim Villa Favorite in Bern. Die Trauerfeier fand in der Kapelle des Burgerspitals in Bern statt.

## Aufenthalt in Athen
1898 reiste Jakob Wiedmer über den Gotthard nach Mailand und weiter nach Triest. Dort schiffte er sich ein und gelangte nach Patras. Weiter ging es mit dem Zug dem Golf von Korinth entlang nach Athen. Über seinen Aufenthalt in der Hauptstadt Griechenlands schrieb er mehr als 25 Jahre später die Erzählung Griechische Erinnerungen eines Veteranen.
Mit seiner «charismatischen Erscheinung» gelangte Jakob Wiedmer rasch zu einem Bekanntenkreis in Athen. Er lernte die neugriechische Sprache, indem er mehrere Nachbarn und seine Hauswirtin zu sich einlud und sich so in griechischer Konversation übte, bevor er sich dem Altgriechischem zuwandte.
Es wird angenommen, dass Jakob Wiedmer in Athen im Exportgeschäft tätig war und über diesen Weg auch Antiquitäten in die Schweiz schmuggelte. 1899 und 1900 erhielt das Bernische Historische Museum verschiedene Schenkungen von ihm, u. a. das Fragment einer schwarzfigurigen Amphora aus dem 5. Jahrhundert v. Chr. und 15 Keramikscherben von Troja aus der mittleren und späten Bronzezeit und aus hellenistischer Zeit. Zusätzlich wurden dem Museum in Bern und der Archäologischen Sammlung des Instituts für Archäologie der Universität Zürich tausende von Gipsabdrücken übergeben, die Jakob Wiedmer nächtelang auf seinem Zimmer in Athen angefertigt hatte. Über 20 Jahre später, 1924, schenkte er dem Archäologischen Institut in Zürich 770 Münzabgüsse und dem Bernischen Historischen Museum 280 originale Münzen, deren Beschaffung wohl hauptsächlich aus dieser Zeit stammte.
Zwischen 1899 und 1902 kamen gegen 200 Antiken vom Archäologisches Nationalmuseum Athen in den Besitz des Bernischen Historischen Museums im Austausch gegen Pfahlbaufunde, was damals ein üblicher Vorgang war. Bei den Antiken aus Athen handelte es sich um Tonstatuetten und Gefässkeramiken aus dem griechischen Raum von der Jungsteinzeit des 6. Jahrtausends v. Chr. bis ins 5. Jahrhundert v. Chr. Das Zustandekommen dieses Tauschhandels wird heute Jakob Wiedmer zugesprochen.
Im Jahr 1901 beendete Jakob Wiedmer seinen Aufenthalt in Athen und kehrte nach Bern zurück.
Über 20 Jahre später, nachdem Griechenland den Krieg gegen das Osmanische Reich verloren hatte und Jakob Wiedmer bereits im Rollstuhl sass, hatte er eine Anstellung bei der griechischen Botschaft in Bern. Mit seinen Kontakten und Sprachkenntnissen öffnete er diplomatische Kanäle zwischen Griechenland und der Schweiz und setzte sich aktiv für die Unterstützung des kriegsgebeutelten Landes ein. Griechenland bedankte sich mit einem grosszügigen Geschenk an die Schweiz, indem es 16 Grossabgüsse von Statuen aus dem 6. bis 4. Jahrhundert v. Chr., 115 Keramikfragmente, ganze Gefässe aus Ton und Votivfigürchen an das Institut für Archäologie der Universität Zürich verschenkte.

## Der Archäologe
Beinahe zwei Jahrzehnte seines Lebens widmete Jakob Wiedmer-Stern der Archäologie, wenn man die Ausgrabungen in seiner Jugendzeit nicht dazu rechnet. Während dieser Zeit spannte er mit seinem Kommunikationstalent ein weites Beziehungsnetz mit Personen aus Wissenschaft und Publizistik, wie zum Beispiel Theophil Studer, Jakob Heierli, Eugen Tatarinoff und Joseph Victor Widmann. 1901 wurde er Mitglied des Historischen Vereins des Kantons Bern und 1907 gehörte er zu den Gründern der Schweizerischen Gesellschaft für Urgeschichte.
Die Dokumentationen seiner Ausgrabungen sind ein Beweis für seine schriftstellerischen Fähigkeiten. 1903 veröffentlichte er einen archäologischen Bericht über Ausgrabungen im Oberaargau, die er 1891 begonnen hatte. Die Abhandlung wurde im Archiv des Historischen Vereins des Kantons Bern abgedruckt und umfasste 272 Seiten mit Berichten, Plänen, Skizzen und Aquarellen aus der Feder Jakob Wiedmer-Sterns. Für einen Archäologen seiner Zeit sind die nach Epochen geordneten Verbreitungskarten bemerkenswert.
Anfang des 20. Jahrhunderts war die Archäologie in der Schweiz eine junge Wissenschaft. Am Burgäschisee 1902 war Jakob Wiedmer der einzige Teilnehmer mit Grabungserfahrung. Eine unsystematische und schlecht dokumentierte Ausgrabung konnte Funde und Daten für die Wissenschaft wertlos machen wie im Fall der Grabung auf der Engehalbinsel 1908. Die von Jakob Wiedmer-Stern erstellte Dokumentation der Grabung des keltischen Gräberfelds in Münsingen 1906 war dagegen vorbildlich und pionierhaft. Paul Reinecke soll Jakob Wiedmer-Stern 1908 geschrieben haben, dass der Gräberfund in Münsingen der wissenschaftlich wertvollste Fund dieser Art sei, den man gegenwärtig habe. Frank Roy Hodson, damals Lecturer, ab 1973 Professor am, University College London, bearbeitete 1968 Funde und Befunde mit kombinationsstatistischen, horizontalstratigrafischen und typologischen Methoden neu und konnte die Ergebnisse von Jakob Wiedmer-Stern bestätigen. Felix Müller sagt dazu: «Das Resultat ist die auf zwei Wegen gewonnene, doppelte Bestätigung einer archäologischen Hypothese, wie sie meines Wissens bei keinem andern Gräberfeld in dem Masse abgesichert werden konnte.»
Nachdem Jakob Wiedmer-Stern die Direktion des Bernischen Historischen Museums aufgegeben hatte, arbeitete er weiterhin für das Museum und unterzeichnete einen detaillierten Vertrag, der die Pflichten und Bedingungen seiner Mitarbeit enthielt. Unter anderem wurde er verpflichtet, den Tausch von sogenannten Dubletten, doppelt vorkommenden Fundgegenständen, mit anderen Museen zu fördern. Bei der Grabung von Subingen 1903 bis 1904 hatte Jakob Wiedmer-Stern auf die Wichtigkeit der Dubletten hingewiesen: «Man hört oft die Meinung aussprechen, es könne aus einem Gräberfeld dieser oder jener in mehreren Exemplaren vorhandene Typus sehr wohl als sogenannte Doublette einer andern Sammlung abgetreten werden, der er noch fehlt. Dieser Auffassung lässt sich aber gerade wieder an Hand des hier vorliegenden Materials leicht entgegentreten. Denn wenn auch einzelne Typen sich wiederholen, so ist doch ihre Verbindung mit andern, die Umstände ihres Vorkommens von Fall zu Fall verändert, und wer das wissenschaftliche Resultat studieren und einen richtigen Eindruck gewinnen will, muß es in seiner Gesamtheit vor Augen haben.» Jakob Wiedmer-Stern hat damit die wichtige Erkenntnis in die Wege geleitet, dass der Fundzusammenhang, der «Befund» in der Sprache der Archäologen, von ebenso grosser Bedeutung ist wie der Fundgegenstand.
| Pos. | Von  | Bis  | Ort                                | Inhalt                                           | Bemerkungen |
| ---- | ---- | ---- | ---------------------------------- | ------------------------------------------------ | --- |
| 1    | 1893 | 1893 | Bannwil                            | Eisenzeitlicher Grabhügel                        | Leitung: Edmund von Fellenberg |
| 2    | 1895 | 1895 | Bannwil                            | Eisenzeitliche Siedlung                          | Nachgrabung |
| 3    | 1902 | 1902 | Burgäschisee                       | Neolithische Pfahlbauten                         | Leitung: Franz Thormann, Funde wurden dem Bernischen Historischen Museum und dem Historischen Museum in Solothurn übergeben. |
| 4    | 1903 | 1903 | Inkwilersee                        | Neolithische und bronzezeitliche Siedlungsspuren | Private Initiative von Jakob Wiedmer. Fundgegenstände Keramik und Holzobjekte. Auffallend sind die schönen Aquarelle von Fundgegenständen aus der Feder von Jakob Wiedmer. Seine Darstellungsweise der Gefässprofile wurden erst Jahrzehnte später in der Forschung üblich. Die Funde wurden dem Bernischen Historischen Museum übergeben. |
| 5    | 1903 | 1904 | Subingen                           | Eisenzeitliche Grabhügelgruppe                   | Leitung: Jakob Wiedmer. Sehr durchdachte Grabung, Fundgegenstände Tongefässe und Frauenschmuck. In den Aufzeichnungen weist Jakob Wiedmer auf die Wichtigkeit des «Fundzusammenhangs» bei einem Fundobjekt hin, was eine Neuheit in der Archäologie darstellte.                                                                            |
| 6    | 1906 | 1906 | Münsingen                          | Keltische Gräber                                 | Leitung: Jakob Wiedmer-Stern. 217 Gräber von circa 420 bis 180 v. Chr. Jakob Wiedmer-Stern konnte anhand der Fundeinordnung in das vorgegebene La Tène-Schema eine chronologisch von Nord nach Süd fortschreitende Belegung des Gräberfeldes und damit eine Horizontalstratigrafie nachweisen.                                             |
| 7    | 1908 | 1908 | Engehalbinsel                      | Keltisches Oppidum und römisches Vicus           | Leitung: Jakob Wiedmer-Stern. Körper- und Brandbestattungen |
| 8    | 1905 | 1909 | Trimstein, Worb, Bolligen Bäriswil |                                                  | Leitung: Jakob Wiedmer-Stern, kleinere Ausgrabungen an verschiedenen Orten. |
| 9    | 1911 | 1911 | Twann                              | Jungsteinzeit                                    | Leitung: Jakob Wiedmer-Stern, Fundgegenstände Silexgeräte |
| 10   | 1911 | 1912 | Lyssach                            | Hallstattzeitliche Gräber                        | Leitung: Jakob Wiedmer-Stern |

## Der Erfinder
1908 reichte Jakob Wiedmer-Stern sein erstes Patent beim Amt für geistiges Eigentum in Bern ein. Es ging dabei um eine «Neuerung an Buchdruckfarbwalzen». Es folgten 33 weitere, die letzte stammt aus dem Jahr 1927 und war eine Erfindung für den «Process for the Production of Objects of Artificial Stone», die er in London einreichte. Weitere Patente umfassten einen «Apparat für Schreibmaschinen zum Anzeigen der geschriebenen Zeilenzahl» 1914, ein «Gerät zur Bildung von Knopflochschlitzen» 1915, eine «Vorrichtung zum Geraderichten krummer Nägel, Wellen und dergleichen» 1915, eine «Roue élastique pour véhicules de tous genres» 1916 und über ein Dutzend weiterer Eingaben für Werkzeuge und Hilfsgeräte im Maschinenbau.
Jakob Wiedmer-Stern arbeitete mit dem italienischen Ingenieur Cesare Martini-Franchi aus Arezzo zusammen und gründete 1916 die Firma «Wiedmer, Martini & Cie.» mit Sitz an seiner Wohnadresse in Bern. Bereits ein Jahr später trat der Ingenieur aus der Firma aus und Jakob Wiedmer-Stern tüftelte allein weiter, aber keine seiner Erfindungen führte zu einem nennenswerten finanziellen Erfolg.

## Der Schriftsteller
Bereits mit 18 Jahren veröffentlichte Jakob Wiedmer eine Fortsetzungsgeschichte in der Berner Volkszeitung mit dem Titel «Burg Aeschi am See. Eine oberaargauische Erzählung aus der Zeit vor dem Laupenkrieg». Ulrich Dürrenmatt war der damalige Redaktor und kündigte die Geschichte auf der Frontseite der Zeitung an. Die Geschichte handelt von einer Schar Bauern im Jahr 1332, die versuchen, der Leibeigenschaft von Graf Eberhard von Kyburg auf Schloss Burgdorf zu entfliehen. In dieser dramatischen Geschichte über historische lokale Adelsfamilien, bernische Geschlechter wie die «von Steins», römische Schriftsteller, Kreuzzüge und den Perserkönig Darius entfaltete sich das Schreib- und Sprachtalent von Jakob Wiedmer erstmals, auch wenn die rasante Erzählung manchmal etwas verwirrend wirkt, weil der Autor verschiedene Figuren in der Geschichte verwechselte.
Neben vielen Artikeln in verschiedenen Zeitungen und Mitteilungsblättern veröffentlichte Jakob Wiedmer Erzählungen wie «Um neue Zeiten» und sein Hauptwerk, der Roman «Die Flut», worin er seinen persönlichen Konflikt als Hotelier in Wengen verarbeitete. Mit der «Flut» ist der Tourismus gemeint, der seit Ende des 19. Jahrhunderts das Berner Oberland überflutet und die Dorfgemeinschaften durcheinander rüttelt. Die Hoffnung auf rasches Geld verwandelt die armen «Geisshirten und Kuhbauern» in Bodenspekulanten und führt zu Mord und Totschlag. Ein Föhnsturm zündet das Dorf an und lässt die Dorfgemeinschaft untergehen. Der Roman erhielt gute Kritiken und im Bund wird Jakob Wiedmer-Stern als Anwärter auf die Nachfolge von Jeremias Gotthelf gerühmt.
Zwölf Jahre nach dem Tod von Jakob Wiedmer wurde postum sein letzter Roman «Kyra Fano» veröffentlicht. Maria Waser schrieb das Geleitwort und zitiert darin längere Ausschnitte aus einem Briefwechsel zwischen ihr und dem Autor. Das Buch war ein leinengebundener Band mit Zeichnungen von Alfred Willimann. Die Handlung spielt am Vorabend der Griechischen Revolution in der Region Epirus im Umfeld der Soulioten. Die Protagonisten der Handlung sind die erfundene weibliche Person der Kyra Fano und die historische Persönlichkeit des Tepedelenli Ali Pascha, die sich als Antagonisten gegenüberstehen. Auf der Basis des Romans sollte mit Unterstützung der griechischen Regierung ein Film gedreht werden, wobei Hugo Marti das Drehbuch verfassen und der junge Alfred Hitchcock den Film drehen sollte. Noch 1927 reiste der griechische Parlamentsabgeordnete und Marineoffizier, Konstantinos Melas, aus Athen an, um sich mit Hugo Marti über das Projekt auszutauschen, doch daraufhin verflüchtigen sich die Informationen.

## Rezeption
Jakob Wiedmer-Stern war Archäologe, Erfinder und Schriftsteller. Darüber hinaus war er Kaufmann, Hotelier, Museumsdirektor und Journalist. Nach den Worten von Maria Waser kann auch noch Historiker, Chemiker, Ingenieur, Geologe, Zeichner und Entdecker hinzugefügt werden und Felix Müller ergänzt die Auflistung mit Restaurator, Karikaturist, Diplomat und Philhellene. Arnold Hans Schwengeler schrieb 1940 im Bund: «(…) Der Schriftsteller Jakob Wiedmer, der uns den starken schweizerischen Zeitroman «Die Flut» schenkte, war, was der Sturm und Drang ein Kraftgenie nannte.»

## Veröffentlichungen (Auszug)

### Archäologie
- Archäologisches aus dem Oberaargau. Bern 1904.
- Die Grabhügel von Subingen. In: Archiv des Historischen Vereins des Kantons Bern. Band 17, Heft 29, 1904, S. 480–512.
- Alamannengräber bei Trimstein (=Blätter für bernische Geschichte, Kunst und Altertumskunde. Jahrgang 1). 1905.
- Die neuesten Flachgräberfunde im bernischen Mittelland (=Blätter für bernische Geschichte, Kunst und Altertumskunde. Jahrgang 1, Heft 3). 1905.
- Ein gallo-helvetisches Gräberfeld (=Die Schweiz. Jahrgang 10, Nummer 17). 1906.
- Direktor [Karl] Hermann Kasser 1847–1906. Bern 1906.
- Altbernisches Bauerngeschirr. In: Der Bund 1907.
- Petinesca. In: Blätter für bernische Geschichte, Kunst und Altertumskunde. Jahrgang 3, 1907, S. 87–106.
- Zur Erinnerung an die Ausstellung in Langnau. In: Blätter für bernische Geschichte, Kunst und Altertumskunde. Jahrgang 3, 1907, S. 201–205.
- Schädelkuriosa im Bernischen Historischen Museum. Bern 1907.
- Das gallische Gräberfeld bei Münsingen (Kt. Bern). In: Archiv des Historischen Vereins des Kantons Bern 18, 1908, Heft 3, S. 1–93.
- Das Latène - Gräberfeld bei Münsingen (Kt. Bern). In: Archiv des Historischen Vereins des Kantons Bern. Band 18, 1908, S. 269–361 (Digitalisat).
- Das Gürtelblech von Bäriswil. In: Blätter für bernische Geschichte, Kunst und Altertumskunde. 5, 1909, S. 26–31 (Digitalisat).
- Die römischen Überreste auf der Engehalbinsel bei Bern (=Anzeiger für Schweizerische Altertumskunde. Band 11). 1909.
- Die Ausgrabungen beim Reginenstein oberhalb Twann (=Blätter für bernische Geschichte, Kunst und Altertumskunde. Jahrgang 7, Heft 4). 1911.
- Grabungs- und Funddokumentation von Münsingen-Rain: enthalten in einem Band [Tagebuch] zusammen mit Fundzeichnungen, Photos und Zeitungsberichten aus dem Solothurnischen und dem Oberaargau. Erscheinungsort nicht ermittelbar, Verlag nicht ermittelbar. Transkription Käthy Bühler im Auftrag des Bernischen Historischen Museums, Fotokopie. Bibliothek der Universität Bern.

### Belletristik
- Um neue Zeiten. Erzählungen. Huber Verlag. Frauenfeld 1903.
- Flut. Roman. Huber Verlag. Frauenfeld 1905.
- Griechische Erinnerungen eines Veteranen. Bern 1925.
- Junker Künzlin und das Vermächtnis des Nikodemos. 1926.
- Kyra Fano Ein Roman aus der Zeit der griechischen Freiheitskämpfe. Zürich 1940.
- Wendelin Gnietig. (Verschollen)